# Patrick Charaudeau
Pour les articles homonymes, voir Charaudeau.
Patrick Charaudeau, né en 1939 à Pau, est un linguiste français, professeur émérite de l'université Paris-XIII, chercheur au CNRS (LCP-IRISSO).
Il est le fils de Georges Charaudeau.

## Biographie
Patrick Charaudeau est titulaire d'un doctorat de 3e cycle, en linguistique générale (Sorbonne, 1970).
En 1977, il obtient le doctorat d’État ès lettres et Sciences humaines (thèse : Des conditions linguistiques d’une analyse du discours) à l'université Paris-Sorbonne.  
Professeur en sciences du langage à l’université Paris-XIII en 1979,  directeur du Centre d’Analyse du Discours (CAD) 1980-2009, il a fondé une nouvelle approche dans le domaine de l'analyse du discours, qu'il appelle analyse sémiolinguistique ou plus tard analyse sémio-pragmatique.
Selon Marie-Anne Paveau et Laurence Rosier, le travail scientifique de P. Charaudeau est fondateur de l'analyse du discours communicationnelle qui mêle étroitement « analyse de contenu et analyse sémiotique des dispositifs sociaux et institutionnels de la communication humaine ». Il est ainsi l'un des représentants les plus connus de l’École française d'analyse du discours, qui a construit le concept de contrat de communication, celui-ci étant défini comme l'ensemble des conditions dans lesquelles l'acte de communication est réalisé.  
Son analyse du système médiatique met en évidence que les médias sont régis par une double logique : une logique commerciale et une logique démocratique.
La logique commerciale tient au fait que les médias sont financés par le biais de recettes publicitaires. Ils sont donc soumis à une quête d'audience au sein d'un marché concurrentiel. Mais parallèlement, les médias ont également une mission citoyenne qui consiste à informer le citoyen afin qu'il soit au fait des événements publics.
Membre du CNRS, ses travaux de recherche portent, dans le champ du discours politique, sur la laïcité, le mensonge, l'humour ou encore la question du genre.

## Publications

### Livres
- Langage et discours : éléments de sémiolinguistique, Hachette, 1983
- Grammaire du sens et de l'expression, Hachette, 1992
- Le Discours d'information médiatique : la construction du miroir social, Nathan, 1997
- La Parole confisquée, avec R. Ghiglione, Paris, Dunod, 1997
- Patrick Charaudeau et Dominique Maingueneau, Dictionnaire d’analyse du discours, Paris, Éditions du Seuil, 2002, 661 p. (ISBN 2-02-037845-0, présentation en ligne)
- Discurso das mídias, Contexto, 2007.
- Les Médias et l'information. L'impossible transparence du discours (2e édition revue et augmentée), De Boeck-Ina, Bruxelles, 2011.
- La Conquête du pouvoir. Opinion, Persuasion, Valeurs, les discours d’une nouvelle donne politique, L'Harmattan, Paris, 2013.
- Le Discours politique : les masques du pouvoir (rééd.) Lambert-Lucas, 2014.
- Humour et engagement politique (dir.), Limoges, Lambert-Lucas, 2015.
- La Laïcité dans l'arène médiatique. Cartographie d'une controverse sociale, (dir.), Limoges, Lambert Lucas, 2015.
- Le Débat public. Entre controverses et polémique; Enjeu de pouvoir, enjeu de vérité. Lambert-Lucas, 2017.
- Grammaire du sens et de l'expression (rééd.), Lambert-Lucas, 2019
- La langue n'est pas sexiste. D'une intelligence du discours de féminisation, Le Bord de l'eau, 2021  (ISBN 978-2356877536)

### Articles
- « La controverse comme condition de la vie démocratique, la polémique comme blocage du débat démocratique », revue Le discours et la langue, T. 10.1, Louvain-la-Neuve, 2018, p.21-26
- « L'écriture inclusive au défi de la neutralisation en français », revue Le Débat n°199, mars-avril 2018.
- « L'identité comme interaction entre le singulier et le collectif », in Saïd Berkaine M., Dahou C., Kis-Marck A. et Roche F. (dir.), Construction/déconstruction des identités linguistiques, Saint-Denis, Connaissances et savoirs, 2017, p. 41-52.
- « Humour et liberté d'expression. Un mariage impossible ? », revue Ridiculosa n°23, UBO, 2016, p. 35-53.
- « Du discours politique au discours populiste. Le populisme est-il de droite ou de gauche ? », in Corcuera F. et alii (dir.), Les discours politiques. Regards croisés, Paris L'Harmattan, 2016, p.32-43.
- « L'humour de Dieudonné : le trouble d'un engagement », in Charaudeau P. (dir.), Humour et engagement, Limoges Lambert-Lucas, 2015.
- « Le débat présidentiel. Un combat de mots. Une victoire aux points », revue Langage et Société n°151, pp 109-129.
- « De la "scène d'énonciation" au "contrat" et aller-retour », in Johannes Angermuller et Gilles Philippe (dir.), Analyse du discours et dispositifs d’énonciation. Autour des travaux de Dominique Maingueneau, Limoges, Lambert-Lucas, 2015.
- « La situation de communication comme fondatrice d'un genre: la controverse », in Monte M. et Philippe G. (dir.), Genres et textes. Déterminations, évolutions, confrontations, Presses universitaires de Lyon, 2014, pp. 49-57.
- « L’art de mentir en politique », Sciences humaines no 256, rubrique « Focus », février 2014.
- « L’arme cinglante de l’ironie et de la raillerie dans le débat présidentiel de 2012 », Langage & Société no 146, 2013.
- « Le chercheur et l’engagement. Une affaire de contrat », in Analyses du discours et engagement du chercheur, revue en ligne Argumentation et Analyse du Discours no 11, 2013.
- « De l’ironie à l’absurde et des catégories aux effets », in Vivero García D. (dir.), Frontières de l’humour, L’Harmattan, 2013.
- « Pour une interdisciplinarité focalisée. Réponses aux réactions, revue Questions de communication, n°2.
- « Réflexions pour l’analyse du discours populiste », Mots no 97, Les collectivités territoriales en quête d’identité, 2011, p. 101-116.
- « Que vaut la parole d’un chroniqueur à la télévision ? L’affaire Zemmour, comme symptôme d’une dérive de la parole médiatique », in Réseaux, Paris, vol. 6, 2011, p. 135-161. en ligne
- « Le emozioni come effeti di discorso », Rivista di studi letterari eculturali Altre Modernitá no 3, 2010.
- « Uma problemática comunicacional dos gêneros discursivos », in Revista Signos, vol. 43, 2010.
- « Pour une interdisciplinarité focalisée dans les sciences humaines et sociales », in Questions de Communication, 2010.
- « Une éthique du discours médiatique est-elle possible ? », Communication no 2, vol. 27, 2009.
- « Dis-moi quel est ton corpus, je te dirai quelle est ta problématique », Corpus no 8, 2009
- « Reflexiones para el análisis del discurso populista », Discurso y Sociedad, 2009
- « L’argumentation dans une problématique de l’influence », Argumentation et Analyse du Discours, (AAD) no 1, L’analyse du discours au prisme de l’argumentation, 2008.
- « La justification d’une approche interdisciplinaire de l’étude des médias », Communication, L’analyse linguistique des discours des médias : apports, limites et enjeux, 2008.
- « Analyse de discours et communication. L’un dans l’autre ou l’autre dans l’un ? », SEMEN no 23, 2008.
- « Des catégories pour l’humour ? », Questions de communication no 10, 2006.
- « Sens et signification », in Cahiers de lexicologie no 21, 1972.

## Voie aussi